# Gällsjön (Torps socken, Medelpad)
Gällsjön är en sjö i Ånge kommun i Medelpad och ingår i Ljungans huvudavrinningsområde. Sjön har en area på 0,163 kvadratkilometer och ligger 370 meter över havet. Sjön avvattnas av vattendraget Granån.

## Delavrinningsområde
Gällsjön ingår i det delavrinningsområde (691863-150387) som SMHI kallar för Utloppet av Gällsjön. Medelhöjden är 380 meter över havet och ytan är 1,99 kvadratkilometer. Räknas de 3 avrinningsområdena uppströms in blir den ackumulerade arean 37,61 kvadratkilometer. Granån som avvattnar avrinningsområdet har biflödesordning 2, vilket innebär att vattnet flödar genom totalt 2 vattendrag innan det når havet efter 112 kilometer. Avrinningsområdet består mestadels av skog (47 procent) och sankmarker (30 procent). Avrinningsområdet har 0,16 kvadratkilometer vattenytor vilket ger det en sjöprocent på 8,2 procent.